# Tema New Town
Tema New Town is een plaats in Ghana (regio Greater Accra). De plaats telt 58 786 inwoners (census 2000).